# King's Quest V: Absence Makes the Heart Go Yonder!
King's Quest V: Absence Makes the Heart Go Yonder! è un'avventura grafica sviluppata e pubblicata dalla Sierra Entertainment per sistemi MS-DOS, Microsoft Windows, Nintendo Entertainment System, Mac OS e Amiga a partire dal 1990. Il videogioco fa parte della serie King's Quest.